# کنجی آریما
کنجی آریما (انگلیسی: Kenji Arima؛ زادهٔ ۲۶ نوامبر ۱۹۷۲) بازیکن فوتبال اهل ژاپن است.
از باشگاه‌هایی که در آن بازی کرده‌است می‌توان به باشگاه فوتبال کاشیوا ریسول و باشگاه فوتبال کونسادول ساپورو اشاره کرد.